# 1,4-Dioxina
La 1,4-dioxina (también conocida como dioxina o p -dioxina) es un compuesto heterocíclico, orgánico, no aromático con la fórmula química C4H4O2. Existe una forma isomérica de la 1,4-dioxina, la 1,2-dioxina (u o-dioxina). La 1,2-dioxina es muy inestable debido a sus características similares al peróxido.
El término "dioxina" se utiliza más comúnmente para una familia de derivados de la dioxina, conocidos como dibenzodioxinas policloradas (PCDD).

## Preparación
La 1,4-dioxina se puede preparar por cicloadición, es decir, mediante la reacción de Diels-Alder de furano y anhídrido maleico. El aducto formado tiene un doble enlace carbono-carbono, que se convierte en un epóxido. El epóxido luego sufre una reacción retro-Diels-Alder, formando 1,4-dioxina y regenerándose el anhídrido maleico.

## Derivados

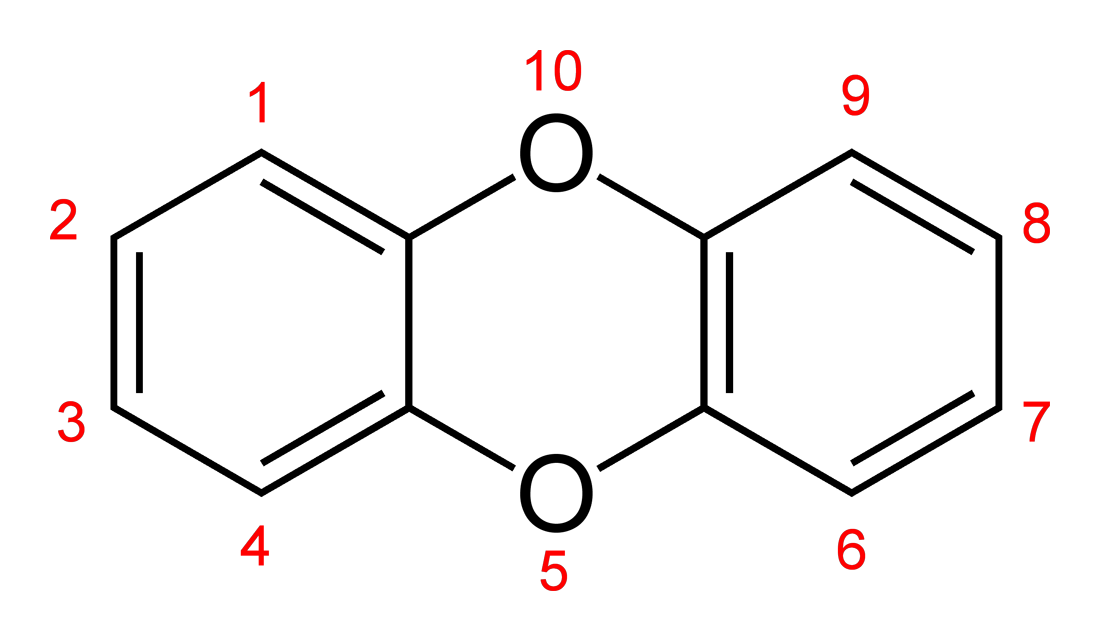
Figura 1: La fórmula esqueletal y el esquema de numeración de sustituyentes de la dibenzo-1,4-dioxina, el compuesto original de los PCDD.

La palabra "dioxina" puede referirse de manera general a compuestos que tienen una estructura esquelética central de dioxina con grupos moleculares sustituyentes unidos a ella. Por ejemplo, la dibenzo-1,4-dioxina es un compuesto cuya estructura consiste en dos grupos benzo fusionados a un anillo de 1,4-dioxina.

### Dibenzodioxinas policloradas
Debido a su extrema importancia como contaminantes ambientales, la literatura científica actual utiliza comúnmente el nombre dioxinas para simplificar los derivados clorados de la dibenzo-1,4-dioxina, más precisamente las dibenzodioxinas policloradas (PCDD), entre las cuales la 2,3,7,8-tetraclorodibenzodioxina (TCDD), un derivado tetraclorinado, es la más conocida. Se ha demostrado que las dibenzodioxinas policloradas, que también pueden clasificarse en la familia de compuestos orgánicos halogenados, se bioacumulan en los seres humanos y la vida silvestre debido a sus propiedades lipofílicas y son teratógenos, mutágenos y carcinógenos conocidos.
Las PCDD se forman a través de procesos de combustión, blanqueo con cloro y fabricación. La combinación de calor y cloro crea dioxina. Dado que el cloro suele ser parte del medio ambiente de la Tierra, la actividad ecológica natural, como la actividad volcánica y los incendios forestales, pueden conducir a la formación de PCDD. Sin embargo, las PCDD se producen en su mayoría por la actividad humana.
Entre los casos famosos de exposición a las PCDD se incluyen el Agente Naranja que fue rociado sobre la vegetación por el ejército británico en Malasia durante la Emergencia Malaya y por el ejército estadounidense en Vietnam durante la Guerra de Vietnam, el desastre de Seveso y el envenenamiento de Víktor Yúshchenko.
Los dibenzofuranos policlorados son una clase de compuestos relacionados con los PCDD que a menudo se incluyen dentro del término general "dioxinas".